# CA Vélez Sarsfield
A Club Atlético Vélez Sarsfield argentin labdarúgócsapat és klub, melynek székhelye Buenos Aires, Liniers nevezetű kerületében található. Jelenleg az első osztályban szerepel.

## Története
Buenos Aires egyik csendes, főleg olaszok lakta területén alapították, 1910. január 1-jén, nevét a közeli vasútállomásról kapta. A csapat meze eleinte fehér volt, később az olasz alapítók hatására megjelent benne az azúrkék szín. A Vélez először 1919-ben játszott az első osztályban, akkor rögtön második lett a csapat, a Racing mögött.

## Sikerek
Liga Profesional
- Bajnok (10): 1968 Nacional, 1993 Clausura, 1995 Apertura, 1996 Clausura, 1998 Clausura, 2005 Clausura, 2009 Clausura, 2011 Clausura, 2012 Inicial, 2012–13

Argentin Szuperkupa
- Győztes (1): 2013

Copa Libertadores
- Győztes (1): 1994

Interkontinentális kupa
- Győztes (1): 1994

Supercopa Sudamericana
- Győztes (1): 1996

Copa Interamericana
- Győztes (1): 1994

Recopa Sudamericana
- Győztes (1): 1997